# Vespa luctuosa
Vespa luctuosa je druh sršně žijící endemicky na Filipínách. Hlavní poddruh je Vespa luctuosa luctuosa (především původem z ostrova Luzon). Mezi další známé poddruhy patří Vespa luctuosa luzonensis (především původem z Visayských ostrovů, včetně ostrova Leyte a ostrova Samar) a Vespa luctuosa negrosensis (původem z Negrosu). Vespa luctuosa je známá především pro svůj silný jed.

## Jed
Jed Vespa luctuosa má nejvyšší zaznamenanou toxicitu (testovanou na myších) ze všech doposud testovaných sršní. LD50 jedu Vespa luctuosa je 1,6 mg/kg. Toxicita je tedy vyšší než u japonské obří sršně mandarínské (Vespa mandarinia japonica), jejíž jed má LD50 4,0 mg/kg, a i než včely medonosné (LD50 = 2,8 mg/kg). Sršeň mandarínská (zahrnujíc v to všechny její poddruhy) je nicméně zodpovědná za mnohem více úmrtí než Vespa luctuosa. Může za to výrazně větší množství jedu vstřikovaného ze žihadla při bodnutí sršně mandarínské.
Kromě toho, že je Vespa luctuosa nejjedovatější známá vosa, má jednu z nejvyšších zaznamenaných toxicit hmyzího jedu. Jen jed mravenců z rodu Pogonomyrmex (zvláště Pogonomyrmex maricopa) a mravence Ectatomma tuberculatum je toxičtější než Vespa luctuosa.
Kromě bolesti při bodnutí, mohou příznaky bodnutí zahrnovat křeče, cyanózu a hematurii.

## Hnízdo
Vespa luctuosa má tendenci stavět visící hnízda na stromech a keřích. Jen výjimečně si staví hnízda v lidských stavbách a obydlích. Hnízda bývají během raných fází výstavby obvykle kulovitá, ale jak se zvětšují, získávají svisle protáhlý tvar.